# Sakura taisen - École de Paris
Sakura taisen - École de Paris (サクラ大戦 エコール・ド・巴里?, Sakura taisen - Ekōru do Pari, lett. "La grande guerra dei fiori di ciliegio - Scuola di Parigi"), è una serie di tre OAV giapponesi, legata al franchise Sakura Wars. Questi tre episodi rappresentano uno spinoff della serie OAV Sakura taisen - Ōka kenran, e presenta i personaggi presentati nel videogioco Sakura taisen 3 - Pari wa moeteiru ka del 2001.

## Trama
Un male oscuro e sconosciuto si aggira per le strade della città di Parigi, consumando nel suo cammino tutto ciò che è buono. Tutte le speranza dei cittadini risiedono nella forza di cinque giovani donne, la cui energia è in grado di fronteggiare il male. Le cinque giovani sono una novizia, una timida aristocratica, una ladruncola, una artista circense ed una ragazzina giapponese che non si conoscono l'una con l'altra. L'assortito gruppo sarà costretto a formerare il Paris Fighting Troup, e combattere il male.

## Episodi
1. 19 marzo 2003 - Yoake no hana (夜明けの花? lett. "I fiori dell'alba")
2. 18 giugno 2003 - Kuroneko to akujo (黒猫と悪女? lett. "Il gatto nero e la donna malvagia")
3. 20 agosto 2003 -  Koisuru toshi (恋する都市? lett. "La città dell'amore")

## Doppiatori
- Noriko Hidaka: Erica Fontaine
- Akio Suyama: Ichirō Ōgami
- Etsuko Kozakura: Coquelicot
- Kikuko Inoue: Lobelia Carlini
- Saeko Shimazu: Glycine Bleumer
- Yoshino Takamori: Hanabi Kitaōji
- Hiroko Mori: Madam Tarebou
- Keiko Aizawa: Isabelle "Grand Mere" Lilac
- Kôzô Shioya: Jim Evian
- Miho Saiki: White Cat Dancers
- Mika Kanai: Ci Caprice
- Minami Takayama: Salut
- Ryoka Yuzuki: Laura
- Sachiko Kojima: Mell Raison
- Shinsho Nakamaru: Sakomizu
- Yoshito Ishinami: Lune Reno
- Yuko Kato: Collette

## Colonna sonora
Sigla di apertura
"Mihata no moto ni" cantata da Paris Kagekidan
Sigla di chiusura
"Kanariya" cantata da Etsuko Kozakura & Kikuko Inoue